# Ostra (Wysoczyzna Elbląska)
Ostra – wzniesienie o wysokości 125,6 m n.p.m. na Wysoczyźnie Elbląskiej, położone w woj. warmińsko-mazurskim, w powiecie elbląskim, na obszarze gminy Tolkmicko.
Niemieckie mapy podają wysokość wzniesienia wynoszącą 125,6 m n.p.m., zaś według zarządzenia zmieniającego nazwę wysokość wzniesienia wynosi 126 m n.p.m.

Nazwę Ostra wprowadzono w 1958 roku zastępując niemiecką nazwę "Spitz Berg".
Na północny zachód od wzniesienia w odległości ok. 2,5 km znajduje się miejscowość Tolkmicko.